# OSCAR 6
OSCAR 6 war ein US-amerikanischer Amateurfunksatellit.
Er wurde am 15. Oktober 1972 mit einer Rakete vom Typ Delta 300 vom Vandenberg AFB Space Launch Complex 2 gestartet. Es war der erste von AMSAT entwickelte Satellit. Seine COSPAR-Bezeichnung lautete 1972-082B.
Die erste Satellitenverbindung über zwei Satelliten wurde 1975 über OSCAR 6 und OSCAR 4 abgewickelt. Am 21. Juni 1977 ging der Satellit außer Betrieb.